# (158621) 2003 BJ
2003 بي جاي (ويعرف أيضًا باسم (158621) 2003 بي جاي وفق تسمية الكوكب الصغير) (بالإنجليزية: 2003 BJ)‏ هو كويكب ضمن حزام الكويكبات؛ وترتيبه 158621 من حيث الاكتشاف.
اكتُشف هذا الجُرم الفلكي بواسطة جيمس ويتني يونغ في 20 يناير 2003.

## وصلات خارجية
- (158621) 2003 BJ في قاعدة بيانات مختبر الدفع النفاث لأجرام النظام الشمسي الصغيرة

- الاكتشاف · مخطط المدار ·  العناصر المدارية · المعلمات المادية

- (158621) 2003 BJ على موقع ويكي سكاي: DSS2, SDSS, GALEX, IRAS, Hydrogen α, X-Ray, Astrophoto, Sky Map, Articles and images